# La Banda Improvvisa
La Banda Improvvisa è un progetto ideato da Giampiero Bigazzi e Orio Odori e promosso dall'etichetta discografica Materiali Sonori in collaborazione con la Società filarmonica Giuseppe Verdi di Loro Ciuffenna, un borgo medioevale di 5 000 abitanti situato sulle pendici del Pratomagno, in provincia di Arezzo.

## Storia di La Banda Improvvisa
Questo progetto, nato dall'esigenza di rinnovare il repertorio bandistico attraverso l'incontro con forme musicali diverse, ha trasformato la tradizionale "banda di paese" in un vivace laboratorio musicale che coinvolge diverse decine di musicisti di tutte le età provenienti dalle province di Arezzo e Firenze.
Il nucleo dell'organico è costituito dalla banda di Loro Ciuffenna, alla quale si aggiungono la direzione e il clarinetto di Orio Odori (che compone anche tutti i brani originali) e l'apporto di musicisti solisti che inseriscono elementi solitamente estranei all'universo bandistico, come una sostenuta sezione ritmica (basso elettrico, batteria, percussioni di tutti i tipi) composta da Arlo Bigazzi (basso elettrico), Paolo Corsi (batteria), Sergio Odori (percussioni) e assoli jazz improvvisati (Stefano Bartolini, Ruben Chaviano e altri ancora). Numerose sono le collaborazioni live con altri artisti: Arturo Stalteri, Kočani Orkestar, Ivo Papasov, I Violini di Santa Vittoria, Daniele Sepe e Auli Kokko, Alessandro Benvenuti e altri.
Difficilissimo definire il genere delle composizioni originali: si tratta di brani caratterizzati da una certa potenza sonora e sostenuti da un martellante tappeto di percussioni, nei quali si avvertono qua e là echi di minimalismo, progressive, jazz e world music.
Recentemente La Banda Improvvisa ha realizzato l'ambizioso progetto di arrangiamento di Storia di un impiegato di Fabrizio De André, con la collaborazione dell'attore Alessandro Benvenuti. Questi,  accompagnato dal chitarrista Antonio Gabellini, e dalla stessa Banda, ha contribuito a realizzare un prodotto che ha fatto successo con la critica e con il panorama musicale, ma i complimenti più importanti sono arrivati soprattutto dalla famiglia di De André .

## Discografia
- 2003 - Pratomagno Social Club (con Blaine L. Reininger, Ismail Saliev, Massimo Giuntini) cd Materiali Sonori
- 2005 - Lesamoré (con Daniele Sepe e Auli Kokko) cd Materiali Sonori
- 2006 - Benvenuti... all'Improvvisa! (con Alessandro Benvenuti) cd Materiali Sonori
- 2007 - Due Cavalli Passpartout - il giro del mondo in 2cv (con Alessandro Benvenuti e Quartetto Euphoria) dvd Citroën Italia
- 2014 - Progressivo (live) cd Materiali Sonori